# طوابع البريد والتاريخ البريدي لجزيرة الكريسماس

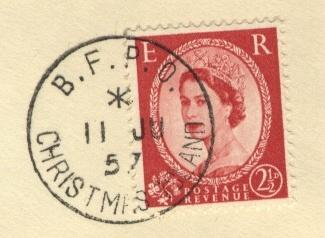
طابع بريدي بريطاني من سلسلة ,وايلدنغ استُخدم في مكتب بريد القوات البريطانية في جزيرة كريسماس وجزر جيلبرت وإيليس عام 1957

ارتبطت الطوابع البريدية والتاريخ البريدي لجزيرة الكريسماس في المحيط الهندي بوضعها الاقتصادي حتى عام 1993. كانت الجزيرة تخضع لحكم لجنة إنتاج الفوسفات بشكل أساسي. وكانت جزءًا من مستعمرة المستوطنات البريطانية في المضيق من عام 1901 إلى 1942 بعدها اصبحت جزءًا من سنغافورة من عام 1946 إلى 1958. ورغم وضعها تحت السيطرة الأسترالية عام 1958 ظلت الجزيرة مستقلة بريديًا وطوابعيًا حتى عام 1993 حيث أصبح البريد الأسترالي هو المقر لبريد للجزيرة.
أصدرت الجزيرة طوابعها البريدية منذ عام 1958. وتعتبر الطوابع البريدية الصادرة عن هيئة البريد الأسترالية منذ عام 1993 صالحة أيضًا في أستراليا، كما هو الحال مع الطوابع الأسترالية في جزيرة الكريسماس.
وفقًا لكتالوج طوابع ستانلي جيبونز أُصدر 32 طابعًا عندما كانت مسؤولية البريد تقع على عاتق لجنة الفوسفات بين عامي 1958 و1969 و335 طابعًا تحت مسؤولية إدارة جزيرة الكريسماس بين عامي 1969 و1993. ومن مارس 1993 إلى فبراير 2003 أصدرت هيئة البريد الأسترالية 153 طابعًا لجزيرة الكريسماس أي خلال السنوات العشر الأولى من مسؤوليتها البريدية.

## ارتباطها بمستوطنات المضائق
ضُمت جزيرة الكريسماس إلى المملكة المتحدة في عام 1888 وأصبحت تُدار من قبل شركة فوسفات جزيرة الكريسماس منذ عام 1899 بموظفين أوروبيين وعمال ماليزيين وصينيين. افتُتحت وكالة بريد في عام 1901 تحت إدارة ضابط المنطقة ممثل مستعمرة مستوطنات المضائق في الجزيرة. كانت الوكالة تبيع طوابع لهذه المستعمرة تحمل صورة الملكة البريطانية.
كان البريد يسافر بين جزيرة الكريسماس وسنغافورة مع البضائع والعمال المهاجرين بواسطة السفن التي تديرها الشركة. أُرسلت واستُقبلت معظم كمية البريد الصغيرة عن طريق الجزء الأوروبي من السكان.
خلال الحرب العالمية الثانية غزت القوات اليابانية الجزيرة يوم 31 مارس 1942. بعد أن حررت القوات البريطانية جزيرة الكريسماس قامت الإدارة العسكرية البريطانية بطباعة طوابع باللغة الملايوية وأصبحت قيد الاستخدام في الجزيرة. أعيد افتتاح وكالة البريد المدني بحلول نهاية عام 1946.
بعد هذه الأحداث، اتبع النظام البريدي المحلي التغيرات السياسية في الملايا البريطانية. ثم ارتبطت جزيرة الكريسماس إداريًا بسنغافورة في أبريل 1946 وتلقت طوابع هذه المستعمرة في عام 1948. ولكن نُقل البريد عن طريق اتحاد البريد الماليزي.

## الاستقلال البريدي تحت الإدارة الأسترالية

### الفترة الانتقالية 1958-1959

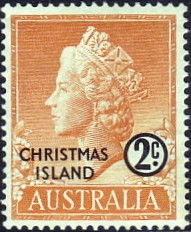
طابع بريدي بقيمة 2 سنت من جزيرة الكريسماس عام 1958

بينما كانت سنغافورة تستعد للانضمام إلى الحكم الذاتي قررت المملكة المتحدة نقل إدارة جزيرة الكريسماس إلى أستراليا وهي الدولة التي كانت تسيطر، إلى جانب نيوزيلندا، على شركة الفوسفات ولجنة الفوسفات البريطانية منذ عام 1948. وقد قبل قانون جزيرة الكريسماس الأسترالية استمرارية النظام القانوني السنغافوري في الجزيرة بما في ذلك النظام البريدي. ظل الدولار الماليزي العملة السائدة بسبب احتياجات العمال في جنوب شرق آسيا. وبالتالي أصبح النظام البريدي في الجزيرة مستقلاً عن النظام البريدي في أستراليا وكان تحت مسؤولية لجنة الفوسفات في جزيرة الكريسماس. يمكن للسكان جمع بريدهم في مكتب البريد في فلاينغ فيش كوف. بالنسبة للبريد الصادر تُصدر طوابع بريدية محددة لها حتى لو طلبت وزارة الأقاليم الأسترالية من مكتب البريد الأسترالي تقديمها. ظلت أسعار البريد كما هي في سنغافورة مما وضع هذه الولاية داخل منطقة التسعير الداخلية لجزيرة الكريسماس.
ومع ذلك أُجري تعديلان على نظام البريد السنغافوري في جزيرة الكريسماس: خُفض سعر البريد الجوي إلى أستراليا وأُرسلت طوابع الإلغاء الأسترالية في عام 1958 مع التسمية: "جزيرة الكريسماس/ المحيط الهندي/ أستراليا".
صدر العدد الأول من الطوابع البريدية في 15 أكتوبر عام 1958. وكان هذا التعديل عبارة عن طابع بريدي أسترالي بقيمة 1 شلن و7 بنسات من شهر مارس عام 1955، باستخدام صورة بارزة للملكة إليزابيث الثانية بواسطة دبليو إل بولز مع زخرفة نباتية. أُعيد تشكيل التصميم الذي صممه أف دي مانلي بواسطة النقاش جي. ليسّيندن ليشمل عبارة "جزيرة الكريسمس" باللون الأسود وقيمة محاطة بالدولار الملايوي المطبوع. كانت قيم الإسمية وجزء من الألوان المختارة مستوحاة من الطوابع النهائية الأخيرة لسنغافورة المستخدمة في جزيرة الكريسماس. طُبعت الطوابع بنقش غائر للتمثال ولكلمة "أستراليا" وبفن الطباعة للطباعة الفوقية بواسطة فرع طباعة الأوراق النقدية في بنك الكومنولث في ملبورن.قام مكتب الطوابع في ملبورن المسؤول عن مبيعات الطوابع في الأقاليم الأسترالية بتسليم مائة ورقة طابع إلى لجنة الفوسفات التي قامت بدورها بتسريع إرسالها إلى الجزيرة على متن سفينة تبحر من فريمانتل. وقد استٌخدمت نفس الصورة الملكية للبريد المسجل الصادر في 18 مايو عام 1959.

### تحت مسؤولية البريد لهيئة الفوسفات

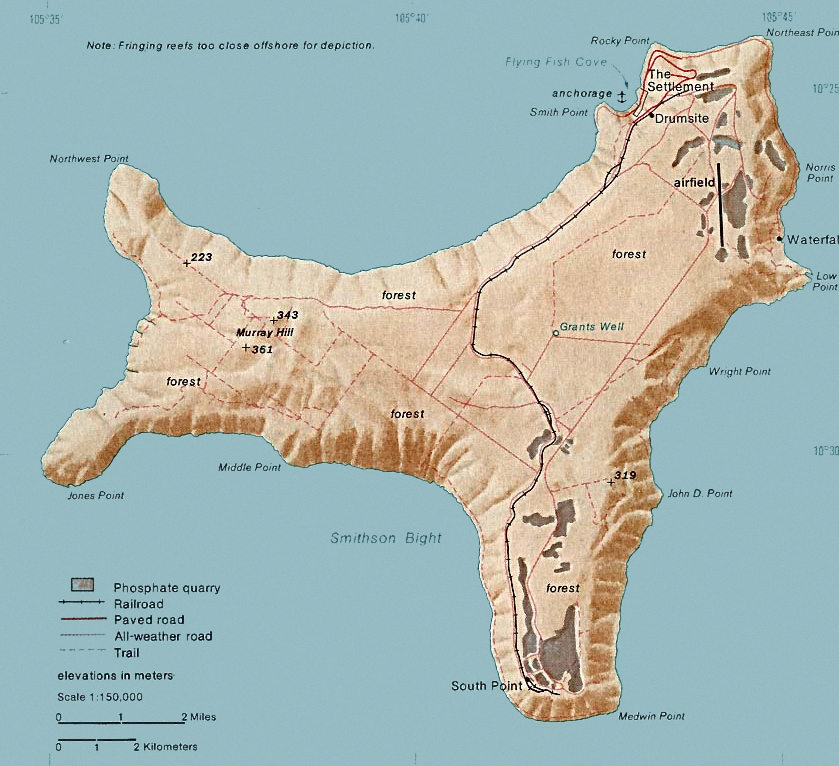
خريطة جزيرة الكريسماس. كانت أسماء المواقع الجغرافية الرئيسية في المنطقة وخط سكة حديد مناجم الفوسفات موضوع طابع بريدي بقيمة سنتين صدر في عام 1963.

كانت الطوابع الأولى تعتبر بمثابة إصدار مؤقت لكن الأمر استغرق خمس سنوات لإنتاج السلسلة التالية. تحت إشراف إدارة الأقاليم ولجنة استشارة الطوابع وممثلي الجزيرة ومكتب البريد الأسترالي وفرع طباعة الأوراق النقدية، عمل الفنانون والمطابعون في المشروع باستخدام الصور الملتقطة في الجزيرة والتي تظهر نباتاتها وحيواناتها وصناعة التعدين فيها. وأخيرًا قام جي ليسيندين وبيتر موريس وبروس ستيوارت بجدولة عشرة طوابع ورسمها ونقشها. وصدرت في 28 أغسطس من عام 1963.
بعد عامين شاركت الجزيرة في العدد الشامل للذكرى الخمسين لإنزال فيلق الجيش الأسترالي والنيوزيلندي في جاليبولي خلال الحرب العالمية الأولى.
وقد حملت هاتان النسختان تسمية "جزيرة الكريسماس" دون أي إشارة إلى أستراليا كما في طوابع الإلغاء الجديدة التي اختفى منها اختصار "أوست" الذي يشير الى أستراليا. ومع ذلك في 6 مايو عام 1968 أصبحت الأنظمة النقدية والبريدية في جزيرة الكريسماس أقرب إلى الأنظمة الأسترالية: حيث استُبدل الدولار الماليزي بالدولار الأسترالي ودخل قانون البريد والبرق الأسترالي حيز التنفيذ. ظلت التكيفات المحلية ممكنة كتوطين جزيرة الكريسماس في غرب أستراليا لحساب أسعار البريد والأسعار المنخفضة الخاصة للرسائل إلى ماليزيا وسنغافورة.
وفي 6 مايو عام 1968 صدر أيضًا العدد الثالث النهائي الذي يصور أسماك المحيط الهندي. اقتُرح هذا الموضوع المتعلق بعالم الحيوان في وقت مبكر من عام 1966 من قبل ممثلي جزيرة الكريسماس للسلسلة الثانية، الذين وافقوا على تصميمات الفنان جورج هاموري. ولكن لم تُصدر الطوابع الاثني عشر حتى عام 1968 لتتزامن مع التغيير النقدي.ظهرت تسمية "جزيرة الكريسماس/ المحيط الهندي" لأول مرة على طوابع عام 1968 وظلت قيد الاستخدام حتى عام 1993.

### تحت مسؤولية الإدارة المحلية
في الأول من فبراير عام 1969 نُقلت المسؤولية البريدية في الجزيرة من لجنة الفوسفات إلى إدارة جزيرة الكريسماس. وسرعان ما أنشأت مكتبًا لهواة جمع الطوابع. وفي عام 1971 اختارت وكيلًا للبيع في بقية أنحاء العالم وهو وكلاء التاج. بعد ذلك حُدد برنامج الطوابع محليًا وأُنتج بخبرة الوكلاء وطُبع بواسطة طابعات متخصصة في أوروبا وفي أستراليا، بدءًا من أواخر الثمانينيات.
لم يتجاوز برنامج الطوابع أربعة أعداد في العام. كانت الموضوعات الرئيسية لهذه الطوابع محلية وهي: الحيوانات والنباتات والتاريخ المحلي (السياسي والاقتصادي والحياة اليومية). أصبح عيد الميلاد موضوعًا سنويًا منذ سبعينيات القرن العشرين بسبب اسم الجزيرة مع بعض الاستثناءات حوالي عام 1990: استُبدل الإصدار الموسمي بأوراق صغيرة تعلن عن المعارض الدولية للطوابع البريدية.
نُقل البريد عن طريق السفن التي تصدر الفوسفات إلى أستراليا أو السفن المتجهة إلى سنغافورة. وفي يونيو 1974 استفادت خدمات النقل البريدي من إنشاء خدمات جوية منتظمة جديدة بين الجزيرة وبيرث وسنغافورة.

## الإقليم البريدي الأسترالي

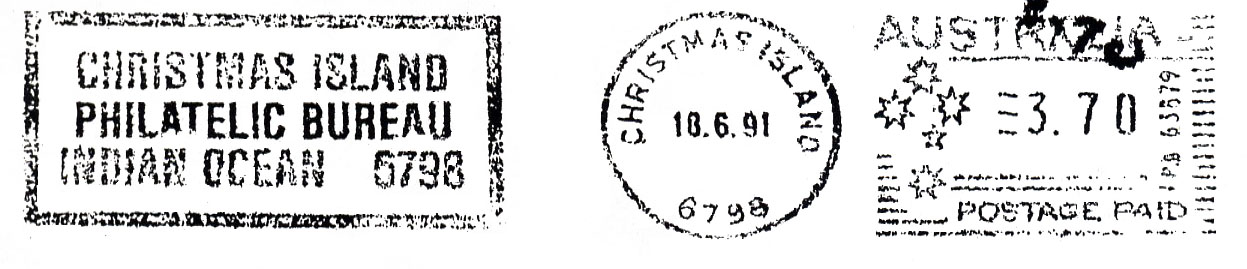
طابع عداد جزيرة الكريسماس النوع 1

وفي بداية تسعينيات القرن العشرين قررت أستراليا فرض التشريعات الأسترالية الكاملة على جزيرة الكريسماس. اعتبارًا من 2 مارس عام 1993 أصبحت هيئة البريد الأسترالية المشغل البريدي للجزيرة والمسؤولة عن برنامجها البريدي. وبالتالي أصبحت طوابع جزيرة الكريسماس الصادرة بعد مارس 1993 صالحة للاستخدام في أستراليا والطوابع الأسترالية صالحة للاستخدام في جزيرة الكريسماس.
في 4 مارس عام 1993 صدرت أول خمسة طوابع بريدية من البريد الأسترالي تحمل هذه التسمية الجديدة: "جزيرة الكريسماس/ أستراليا". ولكن ظلت مواضيع برنامج الطوابع محدودة. وعدت هيئة البريد الأسترالية بإصدار ثلاثة إصدارات سنويًا:طابع بريدي لعيد الميلاد يُصدر كل عامين خلال العقد الأول من القرن الحادي والعشرين وطابع بريدي بمناسبة رأس السنة الصينية منذ عام 1995 (ثم أُصدر اثني عشر طابعًا بريديًا بعد عام 2002) وإصدار واحد عن الحياة المحلية.

## التوليف
| التاريخ                    | الطوابع المتاحة                                       |
| -------------------------- | ----------------------------------------------------- |
| القيمة بدولار المضائق .    |                                                       |
| 1901–1942                  | مستوطنات الملايو / المضيق                             |
| 1942–1945                  | الاحتلال الياباني                                     |
| 1945–1946                  | طوابع مستوطنات المضائق مطبوع عليه " بي أم أي/ مالايا" |
| القيمة بالدولار الماليزي . |                                                       |
| 1946–1958                  | الملايو / سنغافورة                                    |
| 1958–1963                  | جزيرة الكريسماس / أستراليا                            |
| 1963–1968                  | جزيرة الكريسماس / المحيط الهندي                       |
| القيمة بالدولار الأسترالي. |                                                       |
| 1968–1993                  | جزيرة الكريسماس / المحيط الهندي                       |
| 1993–                      | جزيرة الكريسماس / أستراليا وطوابع أستراليا            |
| مفتاح                      |                                                       |
| "علامات الاقتباس"          | التسمية المطبوعة                                      |
| مائل                       | التسمية على الطوابع                                   |